# 柳強卡河

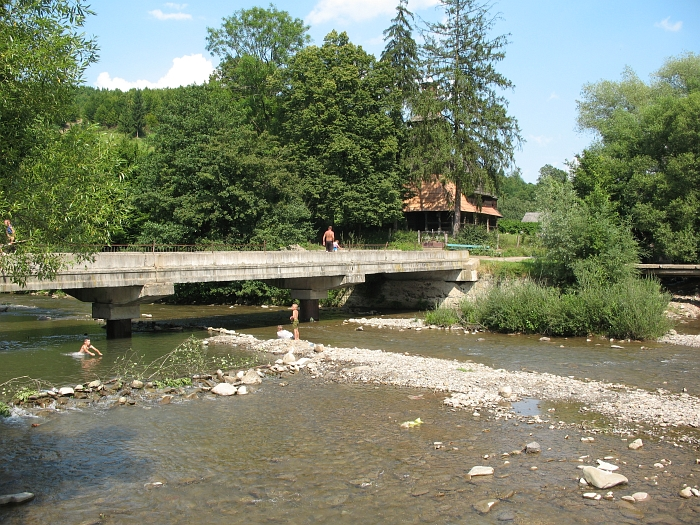

柳強卡河（烏克蘭語：Лютянка），是烏克蘭西部的河流，屬於烏日河的支流。該河發源自柳塔東南面，流經外喀爾巴阡州的烏日霍羅德區，河道全長47公里，流域面積210平方公里。